# 嗣永桃子
嗣永 桃子（つぐなが ももこ、1992年〈平成4年〉3月6日 - ）は、日本の元アイドル、元歌手、元タレント、元女優。ハロー!プロジェクト・キッズを経て、Berryz工房のメンバー、Buono!のリーダー、カントリー・ガールズのプレイングマネージャーとして、2002年から2017年まで活動した。愛称はももち。メンバーカラーはピンク。
千葉県出身。元アップフロントプロモーション（旧：アップフロントエージェンシー）所属｡

## 略歴
2002年（平成14年）6月30日、ハロー!プロジェクト・キッズ オーディションに合格し、ハロー!プロジェクト・キッズの一員となる。同年12月公開の映画『仔犬ダンの物語』で主人公・「森下真生」役を演じる。
2003年（平成15年）、モーニング娘。の矢口真里、嗣永と同じくハロプロキッズの梅田えりか、清水佐紀、矢島舞美、村上愛とともにZYXとしてデビュー。
2004年（平成16年）1月14日、Berryz工房の結成メンバーとなり、同年3月3日にメジャーデビューした。
2007年（平成19年）7月21日、夏焼雅（Berryz工房）、鈴木愛理（℃-ute）とともにBuono!のメンバーに選抜され、2009年2月に行われた『Buono!ライブ2009 〜ハイブリッド☆パンチ〜』でBuono!の公式リーダーとなった。
2010年（平成22年）4月28日放送分『Berryz工房 嗣永桃子のぷりぷりプリンセス』において、大学に入学したことを発表した。嗣永も「子供が好きなので、大学では将来保母さんになる勉強をしているんです」と発言している。
2011年（平成23年）9月17日放送分の『めちゃ×2イケてるッ!』にBerryz工房の一員として出演し、加藤浩次の飛び蹴りを食らい顔を粉まみれにされ人形のように片手でひきずり出され強制退場させられた。嗣永も怪我をしたのではないかと心配されるほど体を張って活躍し、注目を集める。こうして2011年下半期以降からテレビ番組に定期的に出演していった。
2012年（平成24年）7月25日に発売された「cha cha SING」のカップリングに「ももち!許してにゃん♡体操」をアーティスト名“ももち（嗣永桃子 feat. Berryz工房）”として収録。同年のBerryz工房の春のコンサートツアーで披露されていた楽曲であり、自身初のソロ曲。ミュージックビデオをレコチョクで2012年7月15日より独占先行配信し、初日（7月15日付）にレコチョクビデオクリップデイリーランキングで1位となった。同年12月11日、自身のブログにおいて小学校へ教育実習へ行っていたことを明らかにした。なお、教育実習のときは実習先からももち結びと「ももち」という呼び名はNGだと言われた。
2014年（平成26年）3月に大学を卒業し、幼稚園と小学校教育に関わる教育職員免許状を取得した。卒業論文では障害を持つ人々による意志伝達問題について論じ、自身のラジオ番組で解説している。同年11月5日、「カントリー娘。」改め「カントリー・ガールズ」に加入することが発表された。嗣永の中では、Berryz工房の無期限活動停止後もアイドルとしての活動を継続していきたいという意向があり、また嗣永の先輩でもある里田まいが後輩の育成役として白羽の矢を立てたことから、嗣永のメンバー兼監督としての加入が決定した。カントリー・ガールズとしての本格的な活動は、Berryz工房の無期限活動停止翌日である2015年3月4日からとなった。髪型もももち結びから変更。その理由を嗣永は、「3月3日でBerryz工房が活動停止になって、ももち結びを作る魔法が使えなくなった」「ももち結びだとかわいすぎて、他の5人がかすんで見えちゃうので」と述べている。
2015年（平成27年）10月10日、声帯にポリープが見つかったことが発表された。嗣永も治療に専念するため、同月12日から同月18日に開催される握手会やカントリー・ガールズのライブは欠席。24日、大阪医科大学学園祭でのトークショーで活動再開。11月5日、「カントリー・ガールズ 結成1周年記念イベント&嗣永桃子復活祭」でコンサートに復帰。
2016年（平成28年）11月5日、2017年6月30日をもってカントリー・ガールズ、およびハロー!プロジェクトを卒業、芸能界を引退することをグループ結成2周年ライブで発表した。幼児教育の道へ進むとしている。
2017年（平成29年）6月30日、青海野外特設会場で開催された「嗣永桃子ラストライブ　♡ありがとう　おとももち♡」をもってカントリー・ガールズを卒業、ならびに芸能界を引退。15年間に渡る芸能活動に幕を下ろした。ハロー!プロジェクト在籍日数は5,479日であり、歴代のハロー!プロジェクトメンバー中最長である。なお嗣永の卒業により、ハロー!プロジェクト・キッズ出身者のメンバーは全員ハロー!プロジェクトを卒業することとなった。

## 人物
身長149.9cm。ヒールを履いた状態では158cm。
挨拶する際には「みんなのアイドル、今日もカワイイももちこと、嗣永桃子で〜す♡」と両手を振る。決め台詞は「かわいすぎて、許してにゃん♪」。ただし、猫は苦手である。
お友だちのことを「おとももち」と言う他、物を持つと癖で物を持った手の小指が立ってしまうが、これを「小指は愛を受信するアンテナ」と説明する。
あだ名及び一人称は「ももち」であるが、後輩から「嗣永さん」と呼ばれることが多く、嗣永本人は「嗣永さん」は堅苦しいので「ももち先輩」と呼ばれることを希望し、自身がプレイングマネージャーを務めるカントリー・ガールズのメンバーにはそうさせている。また「嗣永」が難読名字であり、初対面の人からもあだ名なら呼びやすいと考えている。
モリタイシ作の漫画『まねこい』の登場人物である富永南のモデルであり、『Go!プリンセスプリキュア』の登場人物である一条らんこのモデルである。
好きな漫画家に種村有菜を挙げている。種村のほうもBerryz工房のファンでもあり、2013年7月には嗣永のラジオ番組に出演している。
推理小説の読書を趣味の一つとしている。今まで読んだ作品は綾辻行人『時計館の殺人』、東野圭吾著『容疑者Xの献身』、森博嗣『すべてがFになる』。
ゆずからテレビ番組に出演オファーを貰ったことをきっかけにゆずのファンになり、自身のラジオ番組でライブに参加した話を中心に番組時間の約半分を使ってゆずについて語っている。
雑誌『日経エンタテインメント!』の2014年調査（女性アイドルTOP30）でランクされている。
嗣永のファンを公言するぱいぱいでか美の楽曲『桃色の人生！』（2017年3月6日発表、4月5日発売、SPACE SHOWER MUSIC）は嗣永への思いを歌った曲で、嗣永が卒業発表した日の夜に書いたという。
Magic, Drums & Loveが2018年4月に発表した楽曲「一生解けない魔法とは。」は、嗣永のラストライブについて曲にしたものである。
アイドル活動を続けながら大学に進学し、教育実習をこなして小学校と幼稚園の教員免許を取得したことについてブログでは教育、とくに幼児教育に関心があったことを記している。 引退では以前から興味のあった教育の分野に進むと宣言。「幼児教育について改めて勉強に専念し、いずれお仕事にできればと考えています」と決意を述べた。
引退後もカントリー・ガールズ3周年記念イベントなど、後輩のライブには足を運んでいる様子で、2019年3月11日のZepp Tokyo公演で卒業する愛弟子梁川奈々美の卒業ライブにも足を運んでいた。ただし前日3月10日放送の「カントリー・ガールズの只今ラジオ放送中!!」（ラジオ日本）でカントリー・ガールズ内ルール「お菓子禁止令」をメンバーが破っていたことが発覚。当日、差し入れとしてピンクの包装紙に包まれた花束に見せかけたセロリを差出し、禁止令を破った際の刑を執行させた。
同い年の清水佐紀とは非常に仲が良く、「お姉さんズ」と呼ばれている。テレビで多数共演していた菊地亜美や、同い年では真野恵里菜とも仲が良く、2019年7月14日に真野がサッカー選手の柴崎岳との結婚披露宴を開いた際には、新婦側友人の招待客として嗣永が出席して2年ぶりに公の場に姿を現したという。

## 作品
ハロー!プロジェクト・ハロー!プロジェクト・キッズ全体、およびBerryz工房・Buono!などの各所属ユニット全体での作品はそれぞれの項目を参照のこと。

### シングル
- Cha cha SING（2012年7月25日） - ももち!許してにゃん♡体操 / ももち（嗣永桃子 feat. Berryz工房）収録

### 配信シングル
- ♡おとももち伝説♡ / ももち先生 with おとももちのみんな（2017年6月14日 - 30日） - 嗣永本人による作詞・編曲、限定配信

### アルバム
- 嗣永桃子アイドル15周年記念アルバム♡ありがとう おとももち♡（2017年6月28日、PKCP-5312/14） - 3枚組アルバム[49][50][51]

### 映像作品
- momo only。（2008年12月3日、PICCOLO TOWN）
- momo ok。（2009年9月9日、PICCOLO TOWN）
- ももち DVD図鑑（2010年10月27日、PICCOLO TOWN）
- ももプレ♡ （2011年3月4日、e-LineUP! 限定販売）
- ももプレ♡2 〜怪盗モモセーヌ〜 （2011年12月、e-LineUP! 限定販売）
- ももち はたち（2012年4月25日、PICCOLO TOWN）
- ももプレ3 〜Rest Another Day〜（2013年1月16日、e-LineUP! 限定販売）
- おふももち in 沖縄（2017年6月21日、PICCOLO TOWN）
- 嗣永桃子メモリアルイベント ももがたり 〜桃の種・桃の木・桃の実〜（2017年9月17日、2枚組、PICCOLO TOWN）[52]
- 嗣永桃子ラストライブ ♥ありがとう おとももち♥（2017年10月25日、PICCOLO TOWN）[53]
- The Girls Live Vol.38 - Various Artists :℃-ute 、嗣永桃子、カントリー・ガールズ、Buono!（2017年12月13日、UP-FRONT WORKS）[54]

#### PV
- 藤本美貴「ブギートレイン'03」 - バックダンサー

## 出演
ハロー!プロジェクト・ハロー!プロジェクト・キッズ全体、およびBerryz工房・Buono!などの各所属ユニット全体での出演はそれぞれの項目を参照のこと。

### テレビ番組
※ バラエティは準レギュラー以上のみ
- 数学♥女子学園（2012年1月11日 - 3月28日、日本テレビ） - 原宿ともこ 役
- おはスタ第2部スーパーライブ（2014年4月10日-2015年3月26日、テレビ東京）木曜レギュラー
- NHK俳句初心者向けの俳句講座「俳句さく咲く!」（毎月第4日曜放送分、2014年4月-2016年3月、NHK Eテレ）
- ヒルナンデス!（日本テレビ）- 水曜日コーナーレギュラー（ドケチ隊）等

### ラジオ番組
- Berryz工房 嗣永桃子のぷりぷりプリンセス（2009年4月7日 - 2014年4月6日、文化放送） - 毎週水曜23:35 - 23:50。『Berryz工房 起立! 礼! 着席!』終了後の枠を引き継いだ。
- 伊集院光とらじおと（2016年5月12日 - 、TBSラジオ） - 柴田理恵が出演できない場合の木曜8:30 - 11:00。

### WEB
- ドガドガ7（2008年6月30日 - 、ドガドガ7チャンネル）[55]
- ふじびじ（2012年1月9日 - 2014年9月30日、フジテレビオフィシャルサイト内「ふじびじ」ふじびじナビゲーター）[56]

### 映画
- 仔犬ダンの物語（2002年12月14日公開、東映） - 主演・森下真生 役
- Promise Land〜クローバーズの大冒険〜（2004年7月17日 - 9月5日、フジテレビお台場冒険王2004）
- ゴメンナサイ（2011年10月29日公開、Thanks Lab.） - 主演・園田詩織 役
- 王様ゲーム（2011年12月17日公開、BS-TBS） - 井本祐子 役[57]

### CM
- ピザーラ
  - フランス産カマンベールチーズと厳選4種ハムのピザ「カマンダンス篇」（嗣永桃子ver.）（2009年7月 - 12月）
  - 北海道熟成ゴーダのミートミックス「ギターダンス篇」（2012年3月 - 6月）
  - 世界のチーズクォーター フォー☆チーズ 「麻里・アントワネット篇」「シズル篇」「ミュージック篇」 （2013年3月 - 6月）[58]
  - エビーラ 「エビダンス篇」 （2013年6月 - 8月）
- 東京都国民健康保険団体連合会（2014年） - 2014年のイメージキャラクター[59]

### 単独ライブ
- 嗣永桃子ラストライブ ♡ありがとう おとももち♡（2017年6月30日、青海野外特設会場）[60]

### ディナーショー
- HAPPY DINNER TIME 〜ももにさちあれ！〜（2017年3月22日・30日・4月13日、全6公演、COTTON CLUB）[61]

### イベント
- WBA世界バンタム級タイトルマッチ（2012年4月4日、横浜アリーナ）王者亀田興毅対挑戦者ノルディ・マナカネ戦 - 国生さゆりらとともにラウンドガールとして登場[62]。
- 警視庁・麻布警察署一日署長（2016年10月13日）[63]
- 嗣永桃子メモリアルイベント ももがたり（2017年4月18日〈〜ももの種〜〉、4月19日〈〜ももの木〜〉、4月20日〈〜ももの実〜〉、品川プリンス ステラボール）

## 書籍

### 写真集
- momo（2007年6月20日、ワニブックス）[64]
- momo16（2008年3月19日、キッズネット）[65]
- 桃の実（2008年11月21日、ワニブックス）[66]
- momochiiii（2009年8月21日、ワニブックス）[67]
- ももち図鑑（2010年10月20日、ワニブックス）[68]
- はたち ももち（2012年3月6日、ワニブックス）[69]
- ももち（2017年3月6日、ワニブックス）[70]

### フォトエッセイ
- ももちのきもち（2013年6月22日、ワニブックス）[71]
- 嗣永桃子卒業アルバム（2017年6月30日、ワニブックス）[72]

### 雑誌連載
- もも♥プロ『UTB』（2010年4月号 - 2011年12月号、ワニブックス）[73]

## 参加ユニット
- Berryz工房（2004年1月 - 2015年3月） - メンバーカラーは「ピンク」
- カントリー・ガールズ（2014年11月 - 2017年6月） - メンバーカラーはBerryz工房から引き続き「ピンク」
- 通常ユニット
  - Buono!（2007年7月 - 2017年6月）
  - ZYX（2003年7月 - 2009年3月）
- シャッフルユニット
  - H.P.オールスターズ（2004年）
  - ZYX-α（2009年7月）
  - ハロー!プロジェクト モベキマス（2011年）

その他
- リトルガッタス